# Girardia dorotocephala
Girardia dorotocephala és una espècie de triclàdide dugèsid originària d'Amèrica del Nord. S'ha introduït accidentalment al Japó.

## Morfologia
A la natura acostumen a mesurar fins a 30 mm de longitud i uns 3,5 mm d'amplada. En condicions de laboratori poden créixer més. El cap presenta una forma triangular amb costats lleugerament convexos i la punta anterior força punxeguda. Les dues aurícules són molt punxegudes i s'estenen cap als costats. Quan l'animal es desplaça lliscant sobre les superfícies acostuma a mantenir les aurícules elevades. Normalment presenta dos ulls, força junts, en una posició immediatament anterior a la base de les aurícules. A ull nu la coloració de la superfície dorsal és des de marró fins a gairebé negre i a vegades presenta una ratxa més fosca al mig i per darrere la faringe. Si s'observa amb l'ajut d'una lupa, G. dorotocephala presenta petites taques blanques i fosques sobre el color general de fons. La superfície dorsal és d'un color més pàl·lid. La faringe és de color gris clar, amb una punta blanca curta.